# Sidi Moussa (El Jadida)
Pour l’article homonyme, voir Sidi Moussa.
Sidi Moussa est un quartier situé à El Jadida[réf. nécessaire].

## Présentation
La réserve naturelle de la Lagune de Sidi Moussa est située dans ce quartier,.